# Matteo Chinosi
Matteo Chinosi (ur. 14 lutego 1989 w Pawia) – włoski kierowca wyścigowy.

## Kariera
Chinosi rozpoczął karierę w wyścigach samochodowych w roku 2005, od startów we  Włoskiej Formule Renault. Z dorobkiem 6 punktów ukończył sezon na 25 pozycji w klasyfikacji generalnej. W późniejszych latach startował także w Europejskim Pucharze Formuły Renault 2.0, Brytyjskiej Formule 3, ATS Formel 3 Cup oraz w Formule 3 Euro Series. W Formule 3 Euro Series w 2009 roku podpisał kontrakt z włoską ekipą Prema Powerteam. Nigdy nie zdobywał jednak punktów.

## Statystyki
| Sezon | Seria                                      | Zespół          | Wyścigi | Zwycięstwa | PP | NO | Podium | Punkty | Pozycja |
| ----- | ------------------------------------------ | --------------- | ------- | ---------- | -- | -- | ------ | ------ | ------- |
| 2005  | Włoska Formuła Renault                     | Prema Powerteam | 17      | 0          | 0  | 0  | 0      | 6      | 25      |
| 2006  | Włoska Formuła Renault                     | RP Motorsport   | 15      | 0          | 0  | 0  | 1      | 80     | 9th     |
| 2006  | Europejski Puchar Formuły Renault 2.0      | RP Motorsport   | 2       | 0          | 0  | 0  | 0      | N/A    | NS†     |
| 2007  | ATS Formel 3 Cup                           | Ombra Racing    | 18      | 0          | 0  | 0  | 4      | 77     | 6       |
| 2007  | Brytyjska Formuła 3 - Międzynarodowa Seria | Ombra Racing    | 2       | 0          | 0  | 0  | 0      | N/A    | NS†     |
| 2008  | ATS Formel 3 Cup                           | Ombra Racing    | 16      | 2          | 2  | 0  | 7      | 73     | 5       |
| 2008  | Brytyjska Formuła 3 - Międzynarodowa Seria | Ombra Racing    | 2       | 0          | 1  | 0  | 0      | N/A    | NS†     |
| 2009  | Formuła 3 Euro Series                      | Prema Powerteam | 8       | 0          | 0  | 0  | 0      | 0      | 23      |
| 2009  | Masters of Formula 3                       | Prema Powerteam | 1       | 0          | 0  | 0  | 0      | N/A    | 11      |